# Oleksandr Holovko
Oleksandr Borysovyč Holovko (in ucraino Олександр Борисович Головко?; Cherson, 6 gennaio 1972) è un allenatore di calcio ed ex calciatore ucraino, di ruolo difensore.